# Baliveau
Un baliveau est un jeune arbre jugé par le sylviculteur assez droit et vigoureux pour devenir un bel arbre d'avenir, un arbre de haute futaie.

## Vocabulaire
D'après le dictionnaire de la langue française (Littré) de 1873, un baliveau désigne tout arbre réservé lors de la coupe d'un bois et destiné à devenir arbre de haute futaie. D'après l'époque de leur réserve ou balivage, les baliveaux sont dits: « de l'âge », « modernes » ou « anciens », selon qu'ils ont été réservés une première, une deuxième, une troisième fois, etc..
Selon Joseph-Nicolas Guyot (1775), les futaies sont ordinairement composées de chênes, de hêtres, d'ormes, de tilleuls, de charmes, de frênes, de châtaigniers, de sapins. On entend par arbre de futaie, « un arbre qui a 50 ans passés; jusque là on l'appelle baliveau moderne, ou baliveau sur taillis, ce qui dépend de son âge. Le baliveau moderne est celui qui subsiste dans une coupe, après deux exploitations du taillis, dans lequel il a été réservé. Le baliveau sur taillis, est celui qui se choisit parmi les plus beaux brins du taillis pour être réservé; il devient moderne quand il a acquis deux fois l'âge du taillis. Ainsi, pour déterminer la qualité de baliveau moderne ou de baliveau sur taillis, il faut savoir à quel âge les coupes de taillis sont réglées. Par exemple, si c'est à 25 ans, à cet âge il sera baliveau sur taillis & après 15 autres années il fera baliveau moderne, et deviendra Futaie lorsque l'on emploiera le taillis pour la troisième fois. Mais alors un arbre ne sera que demi-futaie, et ce sera seulement à cent vingt ans qu'il deviendra haute Futaie, dénomination que l'on donne à tous les vieux arbres. »
Le balivage désigne le choix et marque des baliveaux qui doivent être conservés dans les coupes des forêts.

## Règlementation française et sylviculture
Alors que la forêt ouest-européenne avait déjà fortement régressé, et que de nombreux taillis étaient surexploités à un rythme (rotation des coupes, de moins de 5 ans parfois) ne permettant plus leur rentabilité, une ordonnance royale de 1515 (prise par François 1er) a imposé pour la première fois une règlementation plus détaillée des coupes en forêt, et en particulier des coupes rases. 
Les forestiers devaient conserver « au moins 8 baliveaux par arpent » (soit environ 16 par hectare), et ne pas faire de coupe de la même parcelle de taillis plus d'une fois par décennie.
Plus tard, face à la pénurie de bois de marine et de charpente, des ordonnances de Louis XIV, rédigées par Colbert en 1669 dans le nouveau code forestier, ont encore renforcé les règles forestières. Elles furent généralisées au royaume et imposèrent notamment de conserver plus d'arbres en futaie lors des coupes, ce qui est à l’origine du « taillis sous futaie », qui sera plus tard théorisé et largement appliqué par les forestiers du XIXe siècle.
Le Maître des eaux et forêts avait pouvoir de police en forêts publiques et privées. 
La Marine pouvait réquisitionner des bois, y compris en dehors des forêts royales. 
Tout contrevenant aux ordonnances était passible du pilori, du fouet en public, du bannissement du Royaume ou des galères.
On comprendra aisément que la population ait adopté cette « tradition sylvicole » sur près de la totalité des forêts feuillues françaises.